# Rudolf Schieler
Rudolf Schieler (* 22. Mai 1928 in Teningen; † 28. November 2012 in Freiburg im Breisgau) war ein deutscher Jurist und Politiker der SPD. Er war von 1966 bis 1972 Justizminister in Baden-Württemberg.

## Leben

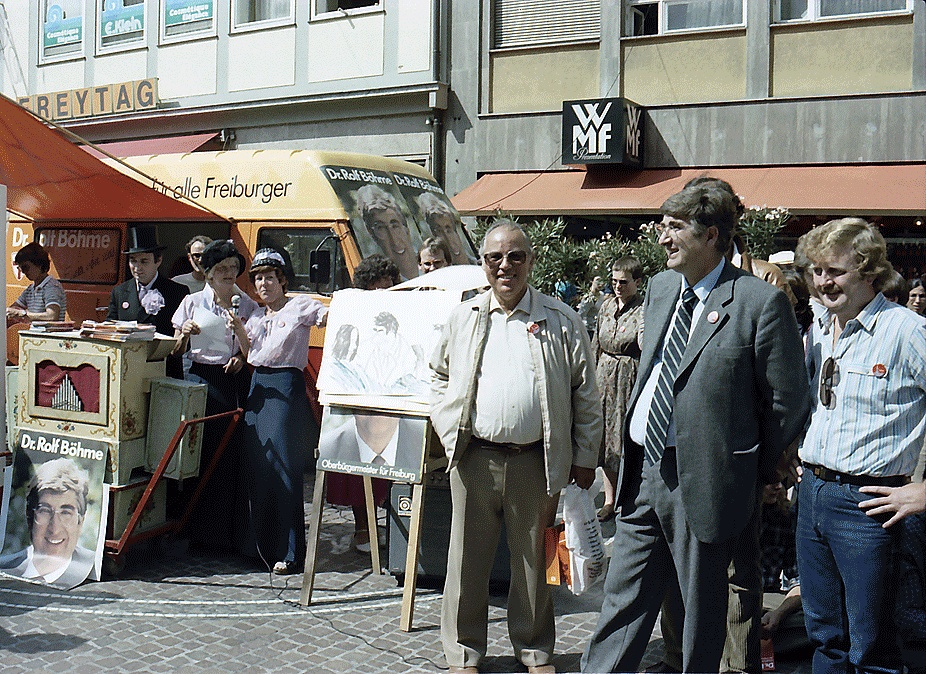
Rudi Schieler links; Rolf Böhme mittig 1982 am Bertoldsbrunnen

Rudolf Schieler wurde am 22. Mai 1928 als Sohn des Politikers Fritz Schieler geboren. Nach dem Besuch des Realgymnasiums in Freiburg im Breisgau studierte er Rechtswissenschaften an der Universität Freiburg, wo er 1955 zum Dr. jur. promoviert wurde. Seine juristische Staatsprüfung legte er 1957 ab. Anschließend trat er als Verwaltungsjurist in den baden-württembergischen Staatsdienst ein. Zunächst war er beim Regierungspräsidium in Freiburg und dann beim Landratsamt Freiburg tätig.
Ebenso wie sein Vater engagierte sich Rudolf Schieler in der SPD. 1960 wurde er als Abgeordneter in den Landtag von Baden-Württemberg gewählt und war damit „Kollege“ seines Vaters, der bis 1964 ebenfalls MdL war. Hier war er in mehreren Ausschüssen, teilweise auch als Vorsitzender tätig. In der Großen Koalition unter Ministerpräsident Hans Filbinger war Schieler von 1966 bis 1972 Justizminister.
Nach dem Ausscheiden der SPD aus der Landesregierung war Schieler als Rechtsanwalt tätig, daneben war er Landtagsabgeordneter und stellvertretender Vorsitzender der SPD-Fraktion. Von 1973 bis 1976 war er als Nachfolger von Walter Krause deren Vorsitzender. Schieler blieb bis 1980 Mitglied des Landtags und war anschließend von 1979 bis 1984 Mitglied des Europäischen Parlaments.
Von 1985 bis 2004 war Schieler zudem Richter am Staatsgerichtshof für das Land Baden-Württemberg, zunächst von 1985 bis 1988 als stellvertretendes Mitglied.
Schieler erhielt unter anderem das Große Verdienstkreuz (1976) mit Stern (1984) der Bundesrepublik Deutschland und die Verdienstmedaille des Landes Baden-Württemberg (1980).
Schieler war verwitwet und hatte zwei Söhne. Er starb in der Nacht des 28. November 2012 überraschend in Freiburg.